# フィンランドの大統領
フィンランドの大統領（フィンランドのだいとうりょう、フィンランド語: Suomen tasavallan presidentti, スウェーデン語: Republiken Finlands president）は、フィンランドの国家元首たる大統領である。

## 概要
大統領は内閣（国家評議会）とともに行政権を行使する。フィンランド内戦後の1919年に新たな憲法（基本法群）が定められ、大統領職が設置された。1980年代以降は、大統領の権限が縮小され、議院内閣制への移行が図られた。2000年及び2012年の憲法改正（フィンランド基本法制定）によって議院内閣制への移行が決定的なものとなり、現在では大統領の権限は形式上のものに制限されている
大統領は国民の直接選挙によって選出され、1回目の投票で過半数の票を得る候補者がいない場合、上位2名による決選投票が行われる（二回投票制）。候補者は18歳以上の、生来のフィンランド国民に限られ、国会に議席を有する政党もしくは2万人以上の有権者団体の推薦が必要。任期は6年間で1回のみ再選可能。国会議員との兼職はできない。非常時の代理が必要な場合については、首相が行う。
大統領は、エドゥスクンタ（議会）で選出された首相を任命する。また、首相の指名に基づき大臣の任命を行う。国家公務員や外交官の任命権も大統領の職責である。
このほかいくつかの布告権を持ち、法の承認と特命議会の招集を行うことができる。また、議会が可決した法案に対して拒否権を有しているが、議会はこの決定を覆すことができる。
外交については形式上は大統領が行うとされるが、実質的には首相及び内閣が行う。また、大統領はフィンランド国防軍の最高司令官であり、士官の形式上の任免権を有するが、これも形式的なものである。軍の動員については、内閣の提案により大統領が行う。

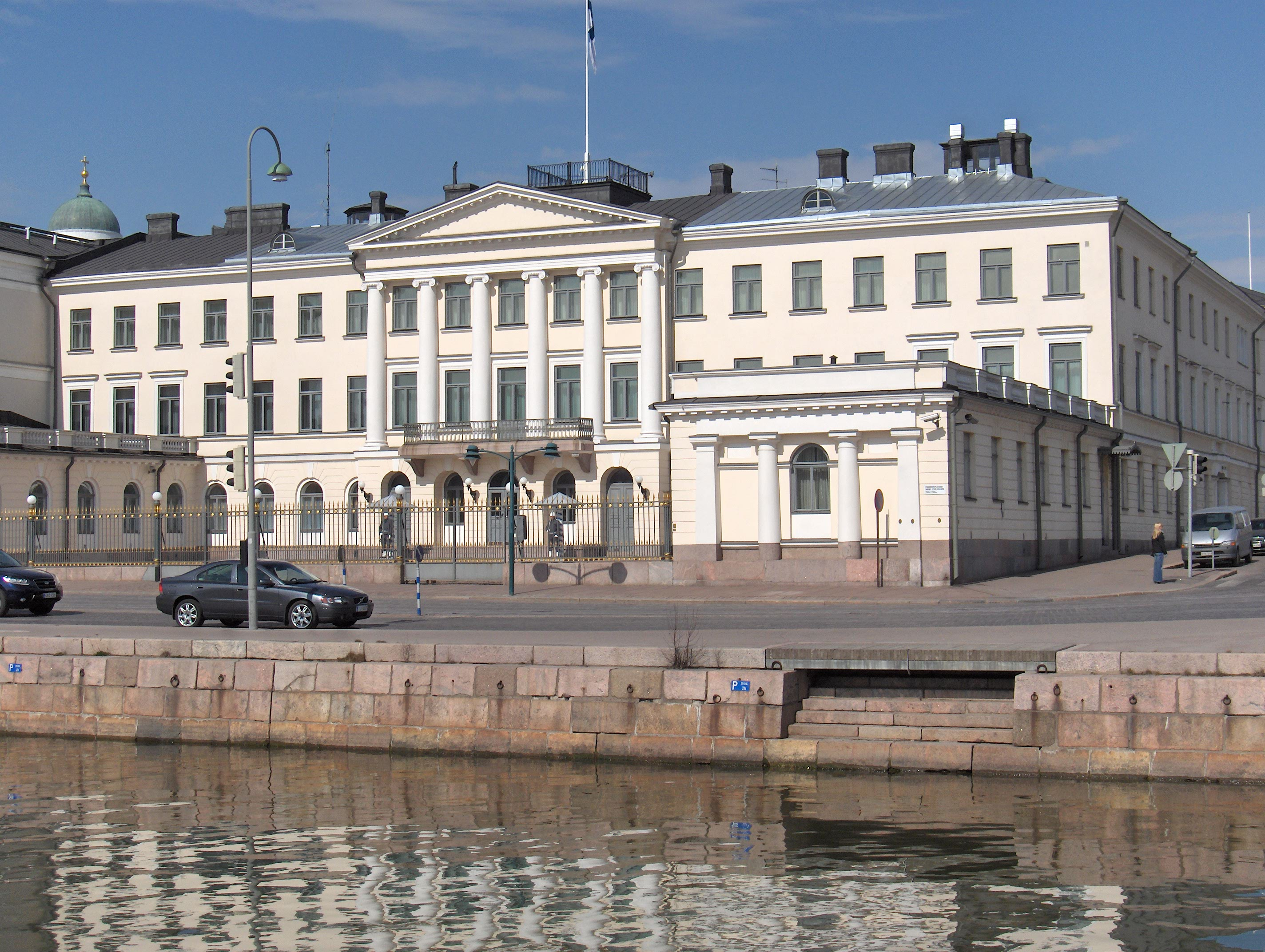
首都ヘルシンキにある大統領宮殿

## 大統領の一覧
| 代  | 大統領                                                                 | 大統領 | 所属政党               | 期                           | 在任期間                      | 在任期間     | 備考             |
| --- | ---------------------------------------------------------------------- | ------ | ---------------------- | ---------------------------- | ----------------------------- | ------------ | ---------------- |
| 001 | カールロ・ユホ・ストールベリ Kaarlo Juho Ståhlberg                     |        | 国民進歩党             | 1                            | 1919年7月27日 - 1925年3月2日  | 5年 + 218日  |                  |
| 002 | ラウリ・クリスティアン・レランデル Lauri Kristian Relander             |        | 農民同盟               | 2                            | 1925年3月2日 - 1931年3月2日   | 6年 + 0日    |                  |
| 003 | ペール・スヴィンフヴュー Pehr Evind Svinhufvud                         |        | 国民連合党             | 3                            | 1931年3月2日 - 1937年3月1日   | 5年 + 364日  |                  |
| 004 | キュオスティ・カッリオ Kyösti Kallio                                   |        | 農民同盟               | 4                            | 1937年3月1日 - 1940年12月19日 | 3年 + 293日  | 在任中に死去     |
| 005 | リスト・リュティ Risto Heikki Ryti                                     |        | 国民進歩党             | 5                            | 1940年12月19日 - 1943年       | 3年 + 229日  |                  |
| 005 | リスト・リュティ Risto Heikki Ryti                                     | 6      | 国民進歩党             | 1943年 - 1944年8月4日        | 任期満了前に辞任              | 3年 + 229日  |                  |
| 006 | カール・グスタフ・エミール・マンネルヘイム Carl Gustaf Emil Mannerheim |        | 無所属 （軍人）        | 7                            | 1944年8月4日 - 1946年3月8日   | 1年 + 216日  | 任期満了前に辞任 |
| 007 | ユホ・クスティ・パーシキヴィ Juho Kusti Paasikivi                      |        | 国民連合党             | 8                            | 1946年3月8日 - 1950年3月1日   | 9年 + 359日  |                  |
| 007 | ユホ・クスティ・パーシキヴィ Juho Kusti Paasikivi                      | 9      | 国民連合党             | 1950年3月2日 - 1956年3月1日  |                               | 9年 + 359日  |                  |
| 008 | ウルホ・ケッコネン Urho Kaleva Kekkonen                                |        | 農民同盟               | 10                           | 1956年3月2日 - 1962年3月1日   | 25年 + 331日 |                  |
| 008 | ウルホ・ケッコネン Urho Kaleva Kekkonen                                | 11     | 農民同盟               | 1962年3月1日 - 1965年        |                               | 25年 + 331日 |                  |
| 008 | ウルホ・ケッコネン Urho Kaleva Kekkonen                                | 11     | 中央党                 | 1965年 - 1968年3月1日        | 党名変更                      | 25年 + 331日 |                  |
| 008 | ウルホ・ケッコネン Urho Kaleva Kekkonen                                | 12     | 中央党                 | 1968年3月1日 - 1978年3月1日  | 任期を4年延長                 | 25年 + 331日 |                  |
| 008 | ウルホ・ケッコネン Urho Kaleva Kekkonen                                | 13     | 中央党                 | 1978年3月1日 - 1982年1月27日 | 任期満了前に辞任              | 25年 + 331日 |                  |
| 009 | マウノ・コイヴィスト Mauno Henrik Koivisto                             |        | フィンランド社会民主党 | 14                           | 1982年1月27日 - 1988年3月1日  | 12年 + 33日  |                  |
| 009 | マウノ・コイヴィスト Mauno Henrik Koivisto                             | 15     | フィンランド社会民主党 | 1988年3月1日 - 1994年3月1日  |                               | 12年 + 33日  |                  |
| 010 | マルッティ・アハティサーリ Martti Oiva Kalevi Ahtisaari                |        | フィンランド社会民主党 | 16                           | 1994年3月1日 - 2000年3月1日   | 6年 + 0日    |                  |
| 011 | タルヤ・ハロネン Tarja Kaarina Halonen                                 |        | フィンランド社会民主党 | 17                           | 2000年3月1日 - 2006年3月1日   | 12年 + 0日   |                  |
| 011 | タルヤ・ハロネン Tarja Kaarina Halonen                                 | 18     | フィンランド社会民主党 | 2006年3月1日 - 2012年3月1日  |                               | 12年 + 0日   |                  |
| 012 | サウリ・ニーニスト Sauli Väinämö Niinistö                              |        | 国民連合党             | 19                           | 2012年3月1日 - 2018年3月1日   | 12年 + 0日   |                  |
| 012 | サウリ・ニーニスト Sauli Väinämö Niinistö                              | 20     | 国民連合党             | 2018年3月1日 - 2024年3月1日  |                               | 12年 + 0日   |                  |
| 013 | アレクサンデル・ストゥブ Cai-Göran Alexander Stubb                     |        | 国民連合党             | 21                           | 2024年3月1日 - （現職）       | 1年 + 104日  |                  |